# Sistema Automatizado de Pronóstico de Ciclones Tropicales
El Sistema Automatizado de Pronóstico de Ciclones Tropicales (ATCF, por sus siglas en inglés) es un software desarrollado originalmente para ejecutarse en una computadora personal para el Centro Conjunto de Alerta de Tifones (JTWC) en 1988, y para el Centro Nacional de Huracanes (NHC) en 1990. El ATCF sigue siendo el principal software de pronóstico de ciclones tropicales utilizado por el Gobierno de los Estados Unidos, incluyendo el JTWC, el NHC y el Centro de Huracanes del Pacífico Central. Otros centros de ciclones tropicales en Australia y Canadá desarrollaron software similar en la década de 1990. Los archivos de datos del ATCF se dividen en tres mazos, conocidos como mazos a, b y f. Los mazos a contienen información de pronósticos, los mazos b incluyen un historial de fijaciones de centros en horas sinópticas, y los mazos f incluyen las diversas fijaciones realizadas por varios centros de análisis en diferentes momentos. Desde su introducción, se ha adaptado a plataformas Unix y Linux.

## Razón para su desarrollo

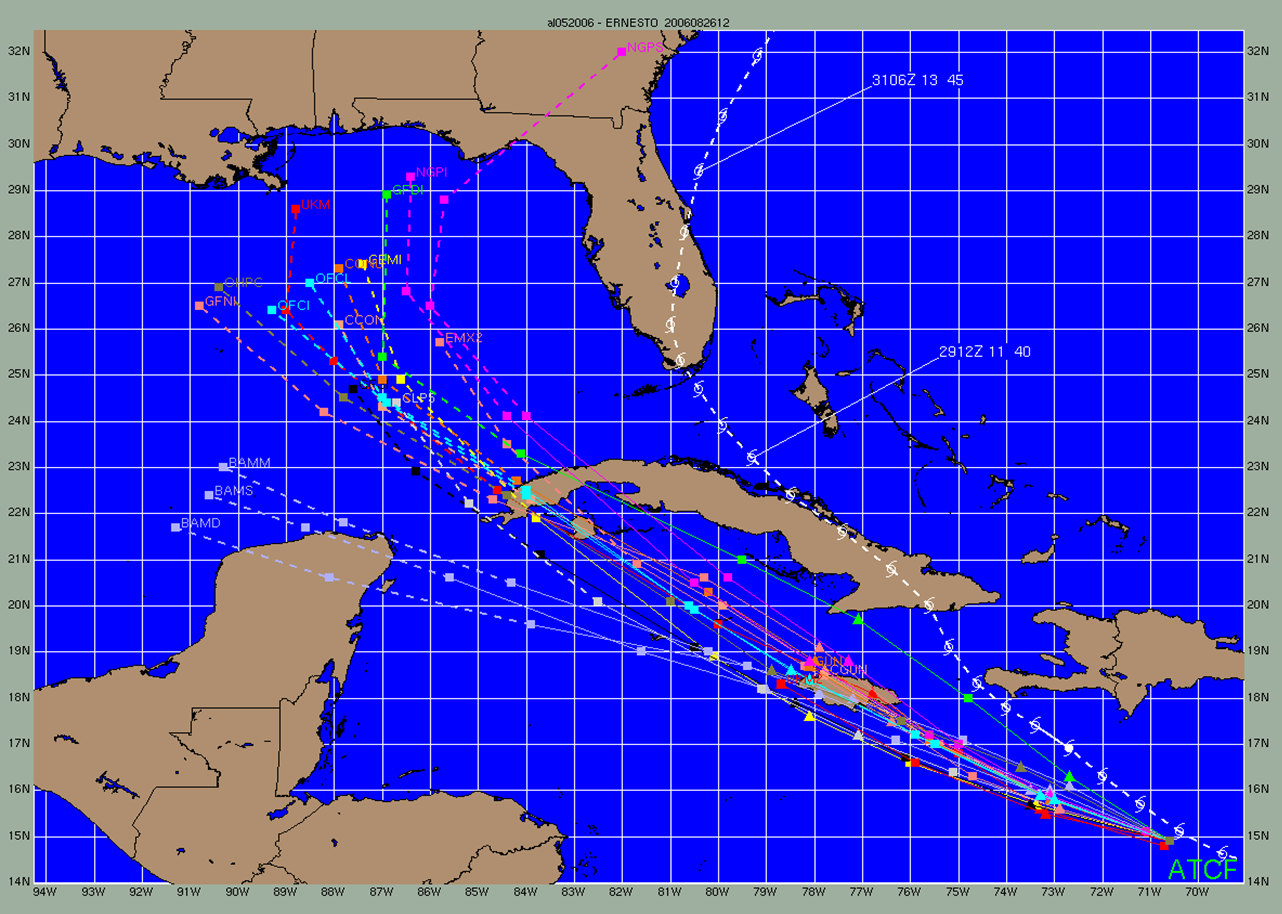
Así es como aparecen las trayectorias de los modelos de previsión en el ATCF. Este ejemplo corresponde al primer aviso de Ernesto en 2006. La previsión oficial del CNH es azul claro, mientras que la trayectoria real de la tormenta es la línea blanca sobre Florida.

La necesidad de un método más modernizado para pronosticar ciclones tropicales se hizo evidente a mediados de la década de 1980. En ese momento, el Departamento de Defensa utilizaba acetato de celulosa, lápices de cera y programas informáticos dispares para pronosticar ciclones tropicales. El software ATCF fue desarrollado por el Laboratorio de Investigación Naval para el Centro Conjunto de Alerta de Tifones (JTWC) en Monterey, California, comenzando en 1986, y utilizado desde 1988.
Durante la década de 1990, el sistema fue adaptado por el Centro Nacional de Huracanes (NHC) para su uso en el NHC, los Centros Nacionales de Predicción Ambiental y el Centro de Huracanes del Pacífico Central. Esto proporcionó al NHC un entorno de software de multitarea que les permitió mejorar la eficiencia y reducir el tiempo necesario para realizar un pronóstico en un 25% o 1 hora. El ATCF fue desarrollado originalmente para su uso en DOS, antes de ser adaptado a Unix y Linux.

## Identificación del sistema

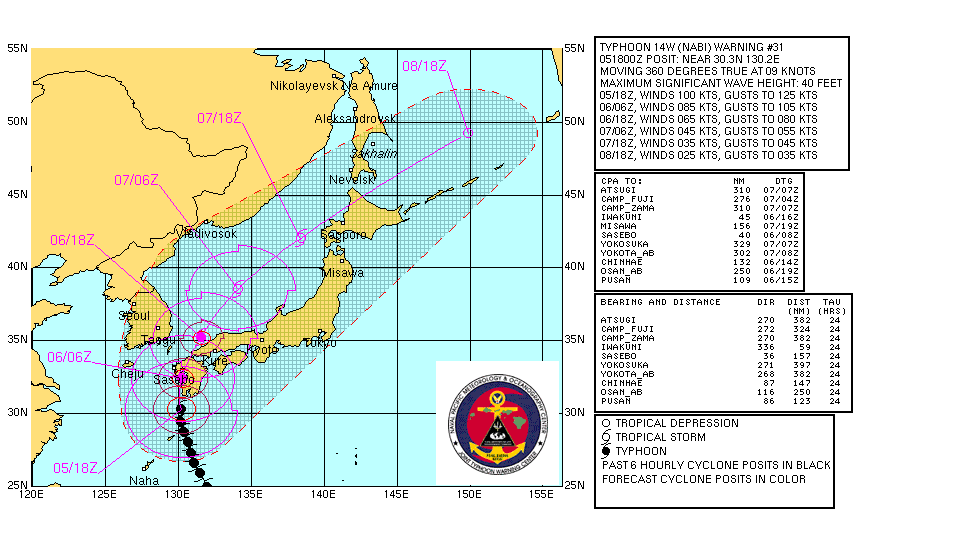
Imagen del ATCF de la trayectoria anterior de Nabi (2005), trayectoria pronosticada, junto con los radios de viento de tormenta tropical, tormenta y fuerza de huracán, desde las 18z del 5 de septiembre

Los sistemas dentro del ATCF se identifican con un prefijo de cuenca (AL – Océano Atlántico Norte, CP – Océano Pacífico Norte Central, EP – Océano Pacífico Noreste, IO – Océano Índico Norte, SH – Hemisferio Sur, SL – Océano Atlántico Sur, WP – Océano Pacífico Noroeste) seguido de un número de dos dígitos entre 01 y 49 para ciclones tropicales activos, que se incrementa con cada nuevo sistema, y luego el año asociado con el sistema (por ejemplo, EP202015 para el Huracán Patricia). Los números del 50 al 79 después del acrónimo de la cuenca son utilizados internamente por los respectivos Centros de Alerta de Ciclones Tropicales y el Centro Meteorológico Regional Especializado. Los números en los 80 se usan para fines de entrenamiento y pueden ser reutilizados. Los números en los 90 se usan para áreas de interés, a veces denominados invest o áreas de tiempo perturbado, y también se reutilizan dentro de un año determinado. Su estado se enumera de las siguientes maneras dentro del archivo de datos asociado:
DB – perturbación,
TD – depresión tropical,
TS – tormenta tropical,
TY – tifón,
ST – súper tifón,
TC – ciclón tropical,
HU – huracán,
SD – depresión subtropical,
SS – tormenta subtropical,
EX – sistemas extratropicales,
IN – interior,
DS – disipándose,
LO – bajo,
WV – onda tropical,
ET – extrapolado, y
XX – desconocido. Los tiempos utilizados están en un formato de año, mes, día y hora de cuatro dígitos.

## Formatos y ubicaciones de datos en el ATCF
El "mazo A" contiene la trayectoria oficial y el pronóstico de intensidad, así como la guía del modelo, también conocida como ayudas objetivas. El "mazo B" contiene la información de la trayectoria de la tormenta en horas sinópticas (0000, 0600, 1200 y 1800 UTC). El "mazo F" contiene lo que se conoce como fijaciones de posición y estimaciones de intensidad para el ciclón tropical asociado, basadas en datos satelitales sobre el ciclón derivados de la técnica Dvorak. El "mazo E" contiene información sobre el error de posición y la información probabilística sobre el pronóstico en ese momento.

## Software similar utilizado en otros lugares
En la década de 1990, otros países desarrollaron software de pronóstico de ciclones tropicales similar. La Oficina de Meteorología de Australia desarrolló la Estación de Trabajo de Ciclones Tropicales de Australia. El Centro Canadiense de Huracanes desarrolló la Estación de Trabajo del Pronosticador del Centro Canadiense de Huracanes, que se ejecuta en estaciones de trabajo Unix.